# Plectosporium alismatis
Plectosporium alismatis är en svampart som först beskrevs av Cornelius Anton Jan Abraham Oudemans, och fick sitt nu gällande namn av W.M. Pitt, W. Gams & U. Braun 2004. Plectosporium alismatis ingår i släktet Plectosporium och familjen Plectosphaerellaceae.   Inga underarter finns listade i Catalogue of Life.